# Portagem urbana de Londres

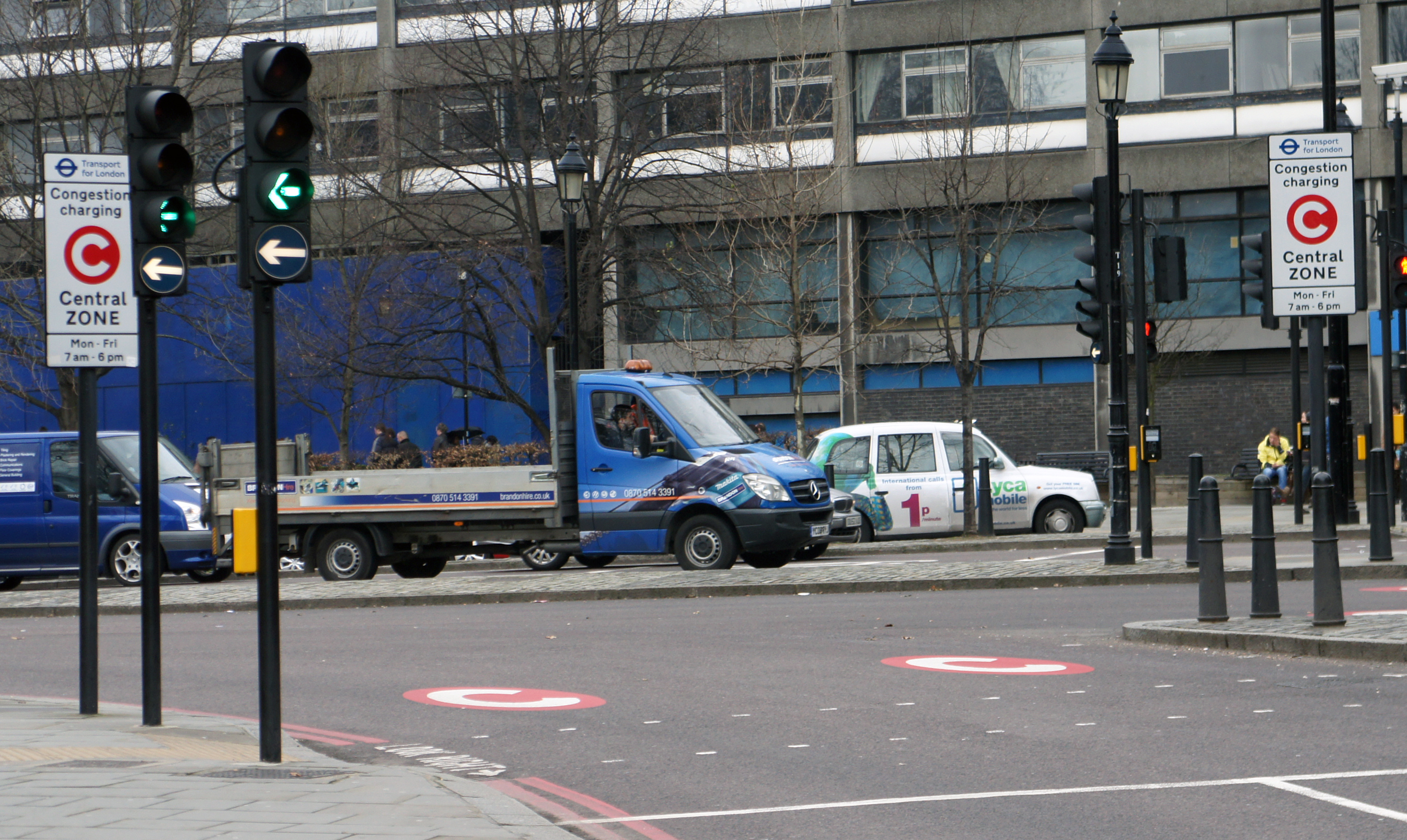
Sinais horizontais e verticais com a letra C em cor branca sobre fundo vermelho utilizados para alertar aos motoristas da entrada na zona de pedágio urbano de Londres na rua Tower Hill.

A portagem urbana de Londres (português europeu) ou pedágio urbano de Londres (português brasileiro) (em inglês: London congestion charge) é uma taxa que se aplica a determinados condutores que acedem à zona central da cidade de Londres. A capital britânica é a maior cidade das que já implementaram este modelo. A empresa encarregada de colocar a portagem é a empresa pública Transportes de Londres. A taxa foi introduzida em 17 de Fevereiro de 2003. A princípio fixou-se uma portagem de 5 libras, que foi aumentada em 4 de Julho de 2005 para 8 libras. A taxa diária deve ser paga pelo dono de um veículo que entra, sai ou se desloca na zona delimitada entre as 7 da manhã e as 6 da tarde. Não pagar a taxa implica multa de 50 libras.
Em Setembro de 2005, decidiu-se ampliar a zona delimitada para o oeste (incluindo a zona em redor do Hyde Park), o que entrou em vigor em Fevereiro de 2007. O novo prefeito de Londres eleito em 3 de Maio de 2008, Boris Johnson, anunciou que vai reformar o sistema de tarifação de congestionamento, incluindo a proposta de implantar cargos maiores para os veículos mais poluentes programada para Outubro de 2008; também vai realizar uma consulta pública sobre a extensão oeste implantada em 2007; e prometeu introduzir um sistema de pagamento mensal para facilitar aos usuários o pagamento desse pedágio urbano.

## Zona de portagem

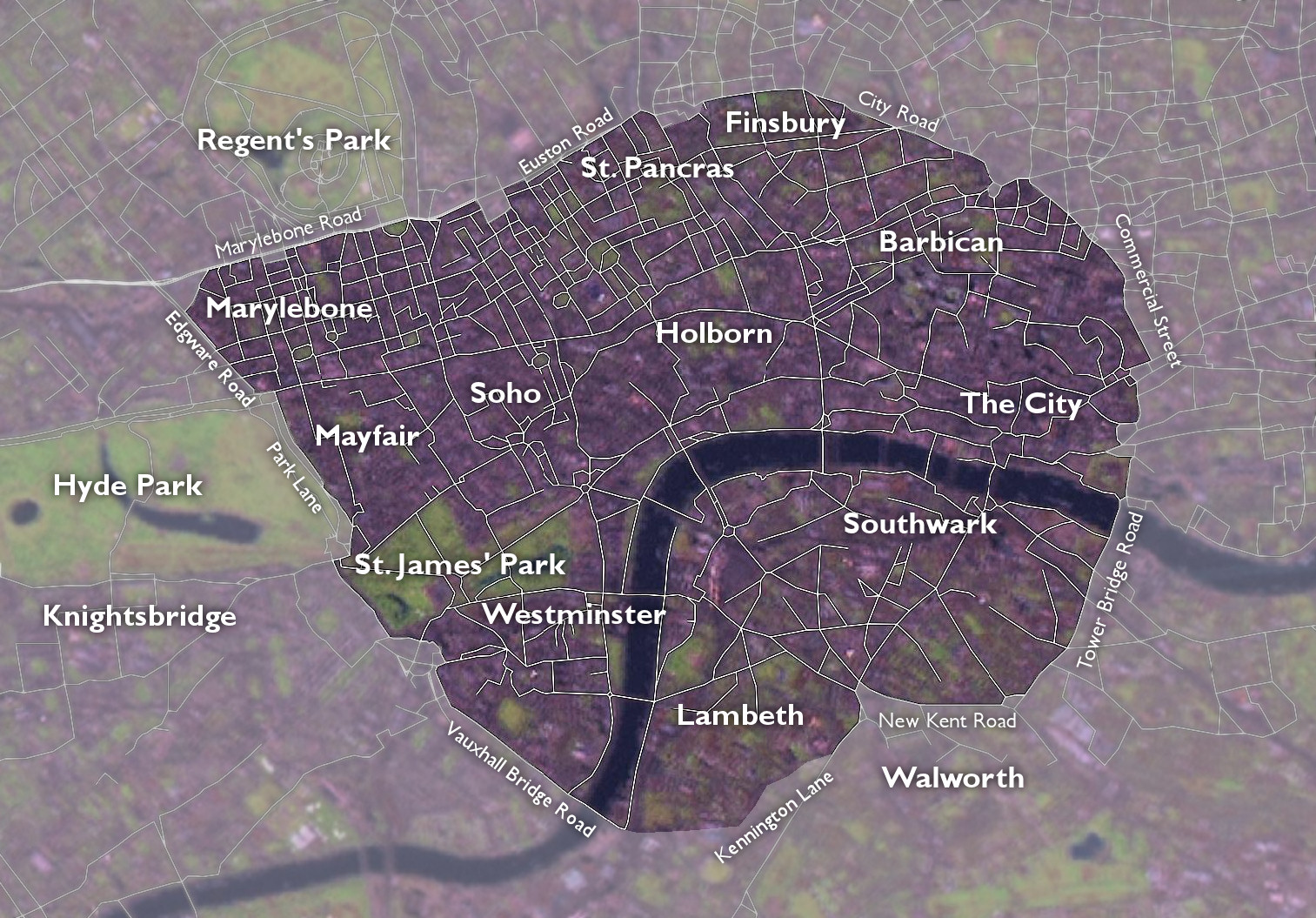
Zona taxada entre 2005 e Fevereiro de 2007. Actualmente, a zona envolvente do Hyde Park é também taxada.

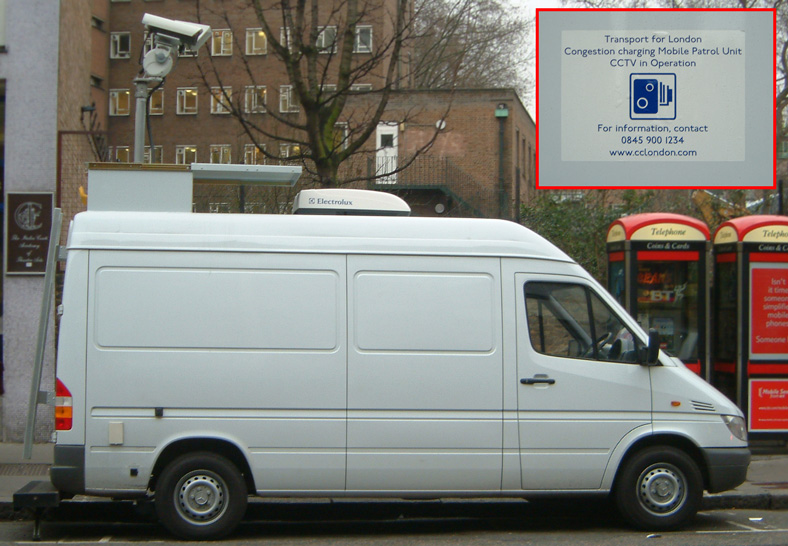
Câmaras de circuito fechado e furgonetas controlam a zona, recolhendo vídeos. As furgonetas identificam-se por um autocolante que está na porta traseira.

Considera-se o anel de circunvalação interna de Londres como a fronteira da zona de portagem. Começando no ponto mais a norte e avançando no sentido dos ponteiros de relógio, as ruas que delimitam a zona de portagem urbana são a Pentonville Road, Old Street, Comercial Street, Manselh Street, Tower Bridge Road, New Kent Road, Elephant and Castle, Vauxhalh Bridge Road, Park Lane, Edgware Road, Marylebone Road e Euston Road (outras vias menos importantes preenchem os intervalos entre estas ruas). A zona, portanto, inclui o centro da City de Londres e o West End, principais centros comerciais e financeiros londrinos. Na actualidade, cerca de 136.000 londrinos vivem dentro da zona de circulação taxada (numa população total de 7 milhões na Grande Londres), embora se considere uma zona mais comercial do que residencial. Na zona ainda há vestígios de indústria pesada. Os condutores não devem pagar por usar as vias que delimitam a zona. Durante o Natal e Ano Novo de 2002 pintaram-se marcas no pavimento para advertir os londrinos de que em breve se poria em marcha a portagem.

## Tecnologia e aplicação
São 230 os CCTV que gravam vídeos da zona. Também há um importante número de câmaras móveis que podem ser colocadas em qualquer ponto. A maioria dos veículos da zona são gravados em vídeo, e, embora isso não seja infalível, apenas se necessita de uma probabilidade razoável de êxito para que funcione. São gravadas as matrículas dianteira e traseira dos veículos ao entrar e sair da zona. Com isto, há 4 oportunidades para gravar o número de matrícula de cada carro.
O nível de exactidão da tecnologia de reconhecimento automático das matrículas e os problemas que surgem ao enviar multas a condutores equivocados se o número da placa não é bem lido pelo computador obriga a que sejam revistos por membros  da equipa de gestão de trânsito da cidade. Este é o motivo da demora de 48 horas em estabelecer a multa e do custo anual de 98 milhões de libras por manter o sistema.
Esta lista é comparada com uma de carros cujos donos/condutores pagaram para entrar na zona. Àqueles que pagaram mas não entraram na zona não é devolvido o dinheiro, mas àqueles que não pagaram e são captados na zona é imposta a multa. O dono do veículo pode descobrir-se nos arquivos do registo automóvel, com sede em Swansea. A multa é de 100 libras, embora se reduza a metade se se pagar nos 14 dias seguintes à notificação; se decorrerem 28 dias e não tiver sido paga, aumenta para 150 libras.
Enquanto os condutores particulares estão obrigados a pagar a taxa no dia em que entram na zona (ou antes) tanto sejam vistos entrando na zona como não, as frotas de carros comerciais gozam de outro regime. Uma empresa pode registar um conjunto de veículos na Transportes de Londres sendo cobrados 5 libras por cada carro da frota que é visto entrando na área. Em Maio de 2005, um homem de negócios chamado Miguel Camacho registou um domínio de Internet, fivepounds.co.uk (ou seja, cinco libras), cuja função é reunir condutores particulares para incluí-los na sua frota. Com isso, os condutores particulares pagam menos por entrar, e inclusivamente nada pagam se não são detectados pelas câmaras e evitam as multas por pagar. A Transportes de Londres, que obtém 36% de receitas das multas, actuou de forma rápida para solucionar este vazio legal. Para isso solicitou que as empresas titulares de frotas apresentassem a autorização de circulação de cada veículo. Além disso devem apresentar o volume real de trabalho da frota. A página fivepounds deixou de estar activa em 26 de Fevereiro de 2006.
A tecnologia que se usa em Londres não se utiliza em nenhuma outra parte do mundo. O sistema de portagem urbana de Estocolmo, que se introduziu num período experimental de 6 meses em Janeiro de 2006, utiliza um sistema de pagamento de portagem automático, tipo Via verde. Este sistema consiste na colocação de uma caixa no pára-brisas do veículo que é detectada por um scanner ao entrar na zona de portagem e automaticamente se produz o pagamento no cartão de crédito do titular do carro. Este sistema também se utiliza na maioria das auto-estradas de portagem de Europa. O sistema de Estocolmo apresenta a particularidade de que os preços variam, sendo mais caro em horas de ponta e mais barato entre as 9 da manhã e as 3 da tarde. A Transportes de Londres começou a mudança para o sistema de pagamento de portagem automático ano e meio depois de implantar a portagem urbana. Os contratos para a nova geração de câmaras foram assinados no Verão de 2004 e os ensaios com scanners na rua começaram em 2005.
Alguns veículos como os autocarros, miniautocarros (de um tamanho concreto), táxis, serviços de emergência, motocicletas, bicicletas e carros com combustível que não seja de origem petrolífera estão isentos de pagamento. Tecnicamente, algumas das excepções são descontos de 100% e ainda é necessário o registo prévio. No caso de veículos híbridos, a taxa de registo só excede a portagem urbana para aquelas pessoas que se desloquem ocasionalmente ao centro de Londres, além de ser necessária a apresentação de uma série de documentos que não se obtém automaticamente quando um carro é comprado. Os residentes da zona obtêm um desconto de 90% sobre o preço se pagarem a portagem por uma semana ou mais, de uma só vez.

## Porque é que a portagem urbana é significativa?
O plano de congestão de Londres atraiu grande atenção por diversos motivos. Foi o primeiro sistema de portagem urbana de grande escala que se introduziu no Reino Unido (o pioneiro foi o de Durham, que desde 2002 cobra duas libras aos que acedam a uma pequena parte do centro). O plano baseia-se em tecnologia moderna. Os condutores podem pagar a portagem via Internet, via SMS, em lojas com uma máquina especial ou por via telefónica. O custo inicial da implantação do sistema foi de 200 milhões de libras, com um custo anual de 115 milhões em manutenção, esperando que se possa auto-financiar dentro de três anos.
A ideia foi criticada por muitos opositores. Argumentam que a rede de transportes públicos tem capacidade insuficiente para os viajantes que optem por deixar o carro em casa para evitar pagar a portagem. Também se diz que o sistema afecta mais as classes mais desfavorecidas que as ricas, já que por aceder à zona se paga 8 libras sem ter em conta o modelo e tamanho do veículo. Também se aponta a inexistência de estacionamento gratuito para não residentes durante as horas em que se paga a portagem.